# Robert Kempiński
Robert Kempiński (* 11. Juli 1977 in Danzig) ist ein führender polnischer Schachmeister.

## Leben
Kempiński konnte in seiner Jugend eine beachtliche Anzahl von Titeln erringen: Als 14-Jähriger gewann er erstmals die polnische Jugendmeisterschaft seiner Alterskategorie, ein Jahr darauf wurde er polnischer Jugendmeister U20. In den darauffolgenden Jahren nahm er sehr erfolgreich für seine Heimat an einer Vielzahl internationaler Jugendwettbewerbe teil: drei Mal wurde er Jugendeuropameister, einmal in der Kategorie U16 (1993), zwei Mal in der Kategorie U18 (1994 auf Kreta und 1995 in Żagań). 1995 gewann er die Jugendweltmeisterschaft U18 in Guarapuava (Brasilien) vor Emil Sutovsky. 1996 verlieh ihm die FIDE den Großmeistertitel.
Zu Kempińskis zahlreichen internationalen Turniersiegen zählen Erfolge in Zlín 1994, České Budějovice 1995, Lippstadt 1995, Frýdek-Místek 1997, Biel-Open 2000 und Bad Zwesten 2004. Er nimmt seit 1994 regelmäßig an der polnischen Landesmeisterschaft teil, 1997 wurde er nach Stichkämpfen mit Michał Krasenkow und Jacek Gdański erstmals Meister, 2001 wiederholte er seinen Erfolg (gleichfalls nach Stichkampf gegen Krasenkow). 2006 gewann er gemeinsam mit Bartosz Soćko das Rubinstein-Memorial in Polanica-Zdrój.
Im März 2015 liegt er auf dem dritten Platz der polnischen Elo-Rangliste.

## Nationalmannschaft
Kempiński nahm mit der polnischen Nationalmannschaft an allen sechs Schacholympiaden von 1996 bis 2006 und an allen fünf Mannschaftseuropameisterschaften von 1997 bis 2005 teil. 1999 erreichte er das zweitbeste Einzelergebnis am vierten Brett.

## Vereine
In der polnischen Mannschaftsmeisterschaft spielte Kempiński von 1993 bis 1997 für GKS Gedania Gdańsk, 1999 und 2000 für LKSz Drakon-BDK Daewoo Lublin, 2001 für KSz Devo-Maraton Łomża, von 2002 bis 2012 für den KSz Polonia Warschau, mit dem er 2002, 2003, 2004, 2005, 2006, 2009, 2011 und 2012 polnischer Mannschaftsmeister wurde, 2014 für Akademia Szachowa Future Processing Gliwice und seit 2016 für KSz MIEDŹ Legnica. In der deutschen Schachbundesliga spielt er seit 1997 für den Hamburger SK, für dessen zweite Mannschaft er in der Saison 1995/96 bereits einige Einsätze in der 2. Bundesliga Nord hatte. In der französischen Mannschaftsmeisterschaft spielte Robert Kempiński in der Saison 2007/08 für Marseille Duchamps, in der tschechischen Extraliga spielte er von 2007 bis 2018 für den ŠK Rapid Pardubice, seit 2018 spielt er für den ŠK Slavoj Poruba.
Kempiński nahm fünfmal am European Club Cup teil, in den Jahren 2002 bis 2005 mit dem KSz Polonia Warschau und 2007 mit dem Hamburger SK. Mit Polonia Warschau erreichte er 2003 und 2005 den zweiten, 2002 den dritten Platz, während er in der Einzelwertung 2003 das beste Ergebnis am fünften Brett, 2002 das zweitbeste Ergebnis am vierten Brett und 2004 das drittbeste Ergebnis am fünften Brett erzielte.